# Cleistanthus sankunnianus
Cleistanthus sankunnianus là một loài thực vật có hoa trong họ Diệp hạ châu. Loài này được Sivar. & Balach. mô tả khoa học đầu tiên năm 1985.